# Carl Krayl
Carl Krayl (* 17. April 1890 in Weinsberg bei Heilbronn; † 1. April 1947 in Werder (Havel); vollständiger Name: Carl Christian Krayl) war ein hauptsächlich in Magdeburg tätiger deutscher Architekt.

## Leben

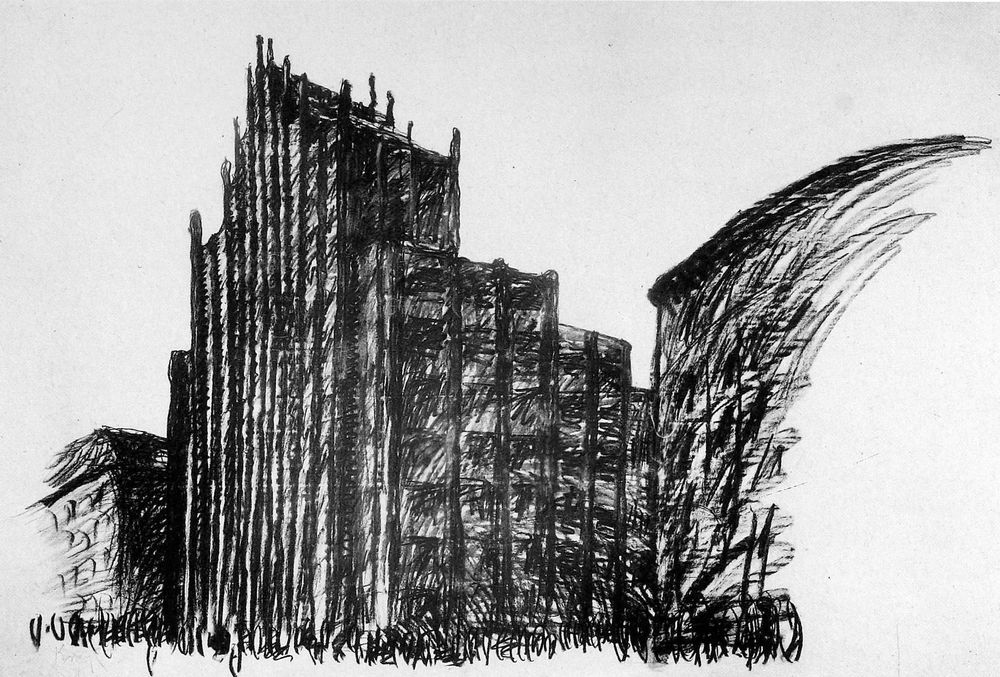
Architekturzeichnung von Carl Krayl eines Bürohochhauses von der Königstraße in Magdeburg aus gesehen

Carl Krayl, ältestes Kind des Gerichtsnotars Ernst Ludwig Krayl aus Herrenberg bei Stuttgart, besuchte, nachdem er die Volks- und Realschule absolviert hatte, ab 1909 in Stuttgart die Königlich Württembergische Kunstgewerbeschule. Darauf folgte ein Studium unter seinem Mentor Paul Bonatz an der Architekturabteilung der Technischen Hochschule Stuttgart. Nach erfolgreichem Abschluss begann Krayl 1912 im Büro des Architekten Carl Anton Meckel in Freiburg im Breisgau seine berufliche Laufbahn. Anfang 1914 wechselte er nach Nürnberg, wo er eine Tätigkeit im Architekturbüro Brendel aufnahm, die er jedoch mit dem Beginn des Ersten Weltkriegs als Wehrersatzdienstleistender bis 1918 unterbrechen musste. Danach arbeitete noch weitere drei Jahre bei Brendel und wurde Teilhaber des Architekturbüros.

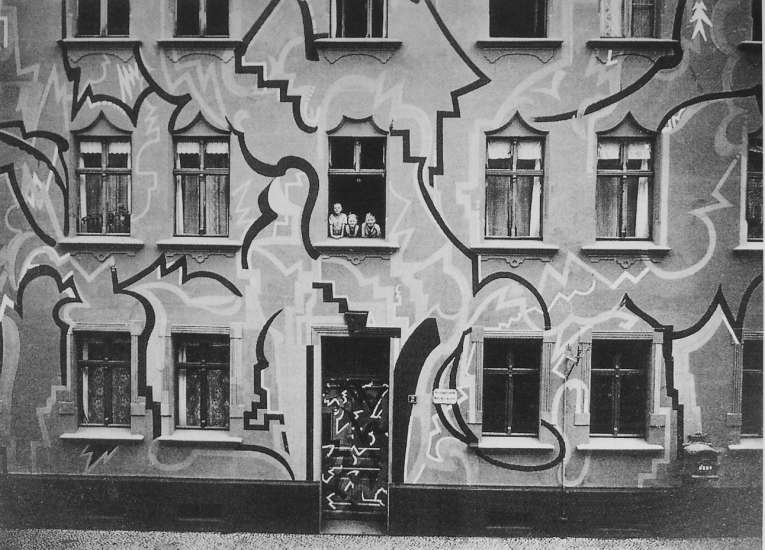
Otto-Richter-Straße, Magdeburg, Fassadengestaltung nach Entwurf von Carl Krayl 1922

1919 war Krayl mit dem damals in Berlin arbeitenden Architekten Bruno Taut über dessen ins Leben gerufene Künstlergemeinschaft „Gläserne Kette“ bekannt geworden. Unter dem Eindruck der Novemberrevolution von 1918 führte die hauptsächlich aus Architekten bestehende Gruppe, zu denen auch Walter Gropius und Hans Scharoun gehörten, untereinander einen anonymen Briefwechsel, der sich mit der Frage beschäftigte, wie die revolutionären Visionen von der Kunst – speziell von der Architektur – aufgenommen werden könnten. Die dort entwickelten Ideen führten später zu der Architekturrichtung „Neues Bauen“, die sich vor allem dem sozialen Wohnungsbau widmete. Krayl beteiligte sich unter dem Pseudonym „Anfang“ an dem Gedankenaustausch. Der Kontakt zu Taut führte dazu, dass dieser, nachdem er zum Stadtbaurat in Magdeburg berufen worden war, Krayl 1921 zum Leiter des Entwurfsbüros im Hochbauamt der Stadt Magdeburg berief. Krayl siedelte daraufhin nach Magdeburg um, wo er in der von Taut entwickelten Siedlung Reform eine Wohnung bezog, die er durch expressionistische Ausmalung und Möbelgestaltung zum Gegenstand allgemeinen Interesses machte. In seiner beruflichen Tätigkeit setzte er Tauts Ideen von farbiger Architektur um und gestaltete Magdeburger Hausfassaden mit dadaistischen, futuristischen, kubistischen und dekonstruktiven Elementen.
Nach dem Weggang von Taut aus Magdeburg schied auch Krayl aus dem städtischen Dienst aus und eröffnete 1924 zusammen mit dem Architekten Maximilian Worm in Magdeburg eine Bürogemeinschaft. In Zusammenarbeit mit Worm projektierte Krayl Magdeburger Geschäftsbauten wie die Landeskreditbank (1924) und die Allgemeine Ortskrankenkasse (1926) sowie die Wohnanlage Schneidersgarten im Magdeburger Stadtteil Sudenburg (1926). Im Jahre 1926 trat Krayl der Architekten-Vereinigung „Der Ring“ bei, in der sich junge Architekten zur Förderung des „Neuen Bauens“ zusammengeschlossen hatten. Die Ideen des „Neuen Bauens“ flossen in Krayls Magdeburger Siedlungsbauprojekte ein, für die er ab 1927 verantwortlich zeichnete. Nach der Siedlung Fermersleben entstanden ab 1929 noch die Wohnsiedlungen Cracau und Bancksche Siedlung (heute Curie-Siedlung), die Magdeburg zum Prädikat „Stadt des Neuen Bauens“ verhalfen. Neben diesen Großprojekten übernahm Krayl auch Aufträge für Messebauten und betätigte sich als Bühnenbildner. Zu seinen letzten Projekten in Magdeburg gehörten von 1932 bis 1933 die Erweiterung der Siedlung Reform, das Gewerkschaftshaus und die Oli-Lichtspiele.
Nach der Machtübernahme durch die Nationalsozialisten galt Krayl als „Kulturbolschewist“ und erhielt keine Bauaufträge mehr. Nach fünfjähriger Arbeitslosigkeit ging er 1938 nach Werder (Havel), wo er bis 1945 als technischer Angestellter in der Bauabteilung der Reichsbahndirektion Berlin tätig sein konnte. Nach dem Krieg hatte er für kurze Zeit die Möglichkeit, in Berlin mit dem bekannten Architekten Hans Scharoun zusammenzuarbeiten.
In Magdeburg hat Krayls Wirken nachhaltige Spuren hinterlassen. Trotz der starken Zerstörung der Stadt im Zweiten Weltkrieg sind seine Bauten erhalten geblieben und prägen an vielen Stellen das Stadtbild. An sein Schaffen erinnert heute in Magdeburg eine als „Carl-Krayl-Ring“ benannte Straße.

## Schriften
- Neue Architektur. Wohnungsbauten in Magdeburg. In: Die Form, Jg. 1, 1925/26, Heft 13, S. 332–337 (Digitalisat).